# Parlamentsval i Ryssland
Parlamentsval i Ryssland är en process för att fastställa sammansättningen av Statsduman, underhuset i det ryska parlamentet, för de kommande fem åren genom allmän, direkt och hemlig omröstning av 450 ledamöter.

## Historia

### Parlamentsvalet 2007
I det ryska dumavalet 2007 vann president Vladimir Putins parti Enade Ryssland en överväldigande seger med 63 procent av rösterna. Kommunistpartiet fick 12 procent, det ultranationalistiska Liberaldemokratiska partiet 8,2 procent, och Ett rättvist Ryssland 7,8 procent. De två sistnämnda partierna anses stödja Kreml.
Oppositionen förhindrades från att delta i valet, och kritiker har beskrivit valrörelsen som orättvis och präglad av manipulation. OSSE rapporterade om hot och våld mot journalister. Mediebevakningen dominerades av Kremltrogen rapportering som framhävde Putins politik som garant för stabilitet.

### Parlamentsvalet 2011
Söndagen den 4 december 2011 hölls parlamentsval. Enligt svensk tid öppnade första vallokalen lördagen den 3 december 2011 klockan 21.00 och den sista stängde söndagen den 4 december 2011 klockan 18.00. 
Endast ett urval politiska partier tilläts att kandidera till parlamentsvalet 2011, medan flera uteslöts.
Antalet röstberättigade till parlamentsvalet 2011 var 110 miljoner och antalet vallokaler 95 000. De partier som kandiderade i valet 2011 var Enade Ryssland, Kommunistpartiet (KPRF), Liberaldemokraterna (LDPR), Rättvisa Ryssland, Rysslands patrioter, Rätta saken och Jabloko. 
För att komma in i parlamentet gällde detta år en sjuprocentspärr, med enstaka mandat som tröst för partier som kom nära spärren, ett fall som dock inte inträdde. 
Ordföranden för den oberoende valobservatörorganisationen Golos greps lördagen den 3 december 2011, några timmar innan valet inleddes i Rysslands östra delar. Dagen därpå greps ungvänsterns talesman och Golos hemsida, liberala Moskva Eko och oppositionella nyhetssajter utsattes för cyberattacker.

### Parlamentsvalet 2016
Inför parlamentsvalet 2016 uppmanades även invånare på den ockuperade Krimhalvön att delta. I valet noterade OSSE två fall av av karusellröstning och över 2 000 rapporter om misstänkt valfusk kom in till Golos.

### Parlamentsvalet 2021
I september 2021 fick Putins parti Enade Ryssland ungefär hälften av rösterna. Detta en nedgång från förra valet 2011, men det gav fortfarande en betryggande majoritet i duman. För första gången sedan 1993 tilläts inga valobservatörer från organisationen för säkerhet och samarbete i Europa (OSSE) att bevaka valet, vallokalerna eller rösträkningen. 
Den oberoende valövervakningsorganisationen Golos redogjorde för tusentals rapporter om oegentligheter i samband med dumavalet. Ett omfattande valfusk förekom såväl kring själva valet som kring rösträkningen och den digitala röstningen manipulerades. Enligt det officiella valresultatet behöll Enade Ryssland två tredjedelars majoritet i underhuset, duman.